# Brfxxccxxmnpcccclllmmnprxvclmnckssqlbb11116
Brfxxccxxmnpcccclllmmnprxvclmnckssqlbb11116 — имя, в регистрации которого было отказано родителям ребёнка в Швеции в 1996 году. Событие освещалось в средствах массовой информации, в том числе в США и Великобритании.
Это был один из первых случаев такого рода; позже аналогичные случаи отказа в регистрации необычных имён были зафиксированы как в Швеции, так и в других странах мира, в том числе в России.

## История
Родители, Элизабет Халлин и предприниматель Лассе Дидинг (сам себя охарактеризовавший как «коммунист с капиталистическим лицом»), назвали своего ребёнка, рождённого в 1991 году, весьма распространённым в Швеции именем Альбин (Albin), однако они отказывались регистрировать имя сына вплоть до 1996 года. Они объясняли это своим протестом против усиливающегося вмешательства государства в частную жизнь граждан и, в частности, против Закона Швеции об именах, действующего с 1982 года и существенно более жёстко, чем это было ранее, регламентирующего имена, которые допустимо давать детям.
После того как ребёнку исполнилось пять лет, окружной суд лена Халланд в городе Хальмстад на юго-западном побережье Швеции (лен Халланд одноимённой провинции) в мае 1996 года назначил родителям за отказ регистрировать имя ребёнка штраф в размере 5 тыс. крон (приблизительно 550 евро). В ответ на это они попросили разрешения назвать ребёнка именем, состоящим из 43 букв и цифр, — Brfxxccxxmnpcccclllmmnprxvclmnckssqlbb11116, — утверждая, что это «содержательное, экспрессионистское сочетание букв, которое мы рассматриваем как произведение искусства»). Суд, однако, отказался регистрировать это имя как «очевидно нелепое».
Родители подали апелляцию в суд в Гётеборге. Они утверждали, что имя, которое они просят зарегистрировать, следует рассматривать «в патафизическом смысле», имея в виду произведения французского писателя-сатирика Альфреда Жарри (1873—1907) и организацию «Коллеж патафизики», созданную в 1948 году писателями, художниками и музыкантами как абсурдистскую пародию на научные общества «в духе Жарри». Апелляционный суд, однако, не внял их доводам и подтвердил решение о штрафе, принятое окружным судом.

## Аналогичные случаи
В Швеции это был не единственный случай отказа в регистрации имён. Аналогичные случаи произошли с именами Allah, Elvis, Ikea, Superman, Veranda, а также с именем, которое состояло только из одной буквы Q. В то же время дети с именами Metallica, Lego и Google были зарегистрированы.
В 2002 году в России родители пытались зарегистрировать ребёнка под именем БОЧ рВФ 260602, однако Чертановский ЗАГС Москвы в этом родителям отказал. Директор ЗАГСа объяснила отказ тем, что в случае регистрации в качестве имени подобного индекса были бы нарушены законные права ребёнка на нормальное имя; кроме того, она сообщила, что считает этот индекс оскорбительным для ребёнка, и что он напоминает лагерный номер. 1 мая 2017 года президент России Владимир Путин подписал закон, запрещающий регистрировать имена людей, содержащие цифры и символы.